# Hans U. Brauner
Hans U. Brauner (* 29. April 1934 in Troppau, Tschechoslowakei; † 8. Januar 2019 in Düsseldorf) war ein deutscher Industriemanager.

## Leben
Brauner machte 1953 sein Abitur in Stuttgart und im Anschluss daran eine Ausbildung zum Industriekaufmann bei der J. Eberspächer KG in Esslingen. Er studierte Betriebswirtschaftslehre an der Wirtschaftshochschule Mannheim und schloss das Studium 1956 als Diplom-Kaufmann ab. Im Anschluss  promovierte er 1964 an der Universität Mannheim zum Dr. rer. pol. Von 1956 bis 1963 wirkte Brauner parallel zu seiner Dissertation im elterlichen Betrieb in Esslingen mit. 1964 nahm er eine Tätigkeit als Vorstands-Assistent der DLW AG in Bietigheim auf, daraufhin arbeitete er von 1967 bis 1969 als Prokurist der Dürr KG in Stuttgart. Von 1969 bis 1979 leitete er als Direktor der Robert Bosch GmbH in Stuttgart die Geschäftsbereiche Industrieausrüstung und Verpackungsmaschinen im Ressort Vertrieb und Technik.
Brauner gehörte von 1980 bis 1999 dem Vorstand der Rheinmetall AG in Düsseldorf an, wovon er 15 Jahre, von 1985 bis 1999, als Vorstandsvorsitzender fungierte.  Ab Januar 2000 wechselte er kurzzeitig als Vorsitzender in den Aufsichtsrat von Rheinmetall.
Von 1993 bis 1998 war Brauner Lehrbeauftragter für Controlling am Lehrstuhl von Wolfgang Berens. Brauner gründete im Jahr 2000 eine Unternehmensberatung. Er war Mitglied des Aufsichtsrats der Eurohypo AG in Frankfurt und Aufsichtsrats-Vorsitzender der Gerresheimer Glas AG in Düsseldorf.
Brauner war verheiratet und hatte zwei Söhne.

## Veröffentlichungen
- Automationsmodelle und Organisationsstruktur, 1963 (Dissertation)
- Due Diligence bei Unternehmensakquisitionen, Schäffer-Poeschel Verlag Stuttgart, 1999, ISBN 3-7910-1422-6 (mit Wolfgang Berens)